# Feldposten
Ein Feldposten ist ein Auftrag für eine vorgeschobene Gruppe in der Sicherungslinie vor den eigentlichen Stellungen der Truppe. Es werden immer mehrere Feldposten, meist in Gruppenstärke, unter Führung des Bataillons eingesetzt. Ein Feldposten wird nur auf Befehl der übergeordneten Führung aufgegeben.

## Aufgabe
Die Funktion des Feldpostens besteht darin, die Truppe und deren Einrichtungen sowie wichtige Objekte vor überraschenden Angriffen zu schützen und die eigentlichen Stellungen im Vorderen Rand der Verteidigung zu verschleiern und feindliche Aufklärung zu erschweren. Ein Feldposten ist in jedem Fall zu verteidigen. Werden Feindkräfte gesichtet, nehmen die Soldaten des Feldpostens den Kampf auf.
Ein Feldposten ist vom Alarmposten und Luftraumspähern eines Zuges zu unterscheiden, die die eigene Truppe alarmieren und so Gelegenheit geben die Gefechtsbereitschaft herzustellen.

## Durchführung

### Befehl an den Feldposten
Geleitet wird der Feldposten von einem Feldpostenführer. Nach Erkundung des Geländes erteilt dieser den sogenannten Befehl an den Feldposten. Dieser enthält die Bezeichnung des Feldpostens mit einer Nummer, einem Geländepunkt, dem Namen des Feldpostenführers oder einem Decknamen. Des Weiteren enthält der Befehl Informationen zur Lage, zum Auftrag, zur Versorgung und zur Führung und Fernmeldewesen. Außerdem wird in diesem Befehl die Durchführung des Auftrages festgelegt. Wichtige Inhalte sind hierbei:
- Lage der Kampfstände, deren Wirkungsbereiche und Hauptschussrichtungen
- Ausbau und Tarnung der Stellung, Alarmvorrichtungen und Sperren
- Informationen zu benachbarten Feld- und Alarmposten, Streifen und Spähtrupps
- Platz und Auftrag des Alarmpostens, dessen Auftrag, die Art der Alarmierung und Regelungen zu dessen Ablösung
- Das Verhalten des Feldpostens bei Feindberührung
- Das Verhalten der nicht als Alarmposten eingeteilten Soldaten des Feldpostens

### Verhalten der Soldaten im Feldposten
Die Soldaten des Feldpostens bauen die Stellungen so aus, dass der Feuerkampf in den befohlenen Wirkungsbereich jeder Feldstellung geführt werden kann. Sie halten innerhalb des Feldpostens Verbindung zu den Nachbarn. Ist der einzelne Soldat nicht als Alarmposten eingeteilt, so ruht er in der Regel (soweit nichts anderes befohlen wurde).
Steht eine Feindberührung unmittelbar bevor, so werden alle Kampfstände besetzt. Diese sind klar zum Gefecht. Die Soldaten beobachten das Gelände und halten Kontakt zum Feldpostenführer, um dessen Feuerbefehl abzuwarten. Hat der Feldpostenführer sich die Feuereröffnung nicht vorbehalten, so eröffnen die Soldaten selbständig auf auftretenden Feind im Wirkungsbereich das Feuer. Bei ihrer Ablösung weisen die Soldaten die Ablösung in die Gegebenheiten und den Feldpostenbefehl ein.
Bei einem Angriff während der Ablösung führt der bisherige Feldpostenführer alle Soldaten.